# ELinks
ELinks(이링크스)는 유닉스 기반 운영 체제를 위한 텍스트 기반 콘솔 웹 브라우저로. 2001년 말에 링크 웹 브라우저를 향상시키기 위해 만든 브라우저이다.

## 기능
- HTTP 및 프록시 인증
- 펄, 루비, Lua 및 GNU Guile을 이용한 브라우저 스크립팅 기능[1]
- 텍스트 모드에서의 탭
- HTML 테이블 및 HTML 프레임
- 일부 CSS 및 ECMAScript 지원
- 외부 텍스트 에디터로 텍스트 박스 편집 가능
- 마우스 지원
- 로컬 파일, HTTP, HTTPS, FTP, IPv4, IPv6 등의 프로토콜 지원

## 인용
1. ↑  http://www.linuxjournal.com/article/8148?page=0,1

## 같이 보기
- 텍스트 기반 웹 브라우저
- 웹 브라우저 목록